# Emily Ford

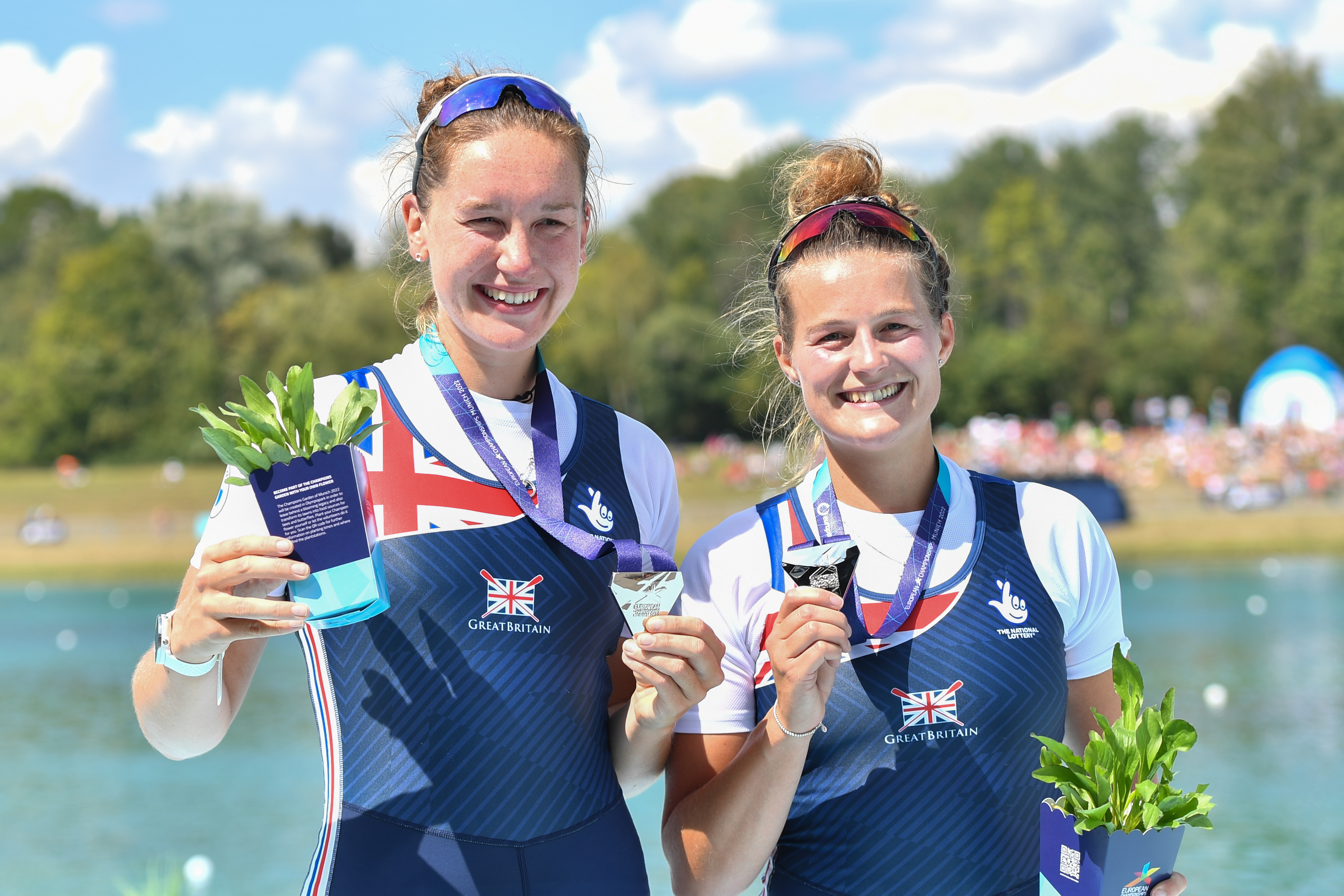
Esme Booth (links) und Emily Ford bei den Europameisterschaften 2022

Emily Charlotte Ford (* 8. November 1994 in Holmes Chapel, Cheshire) ist eine britische Ruderin. 2022 war sie Europameisterschaftszweite im Zweier ohne Steuerfrau sowie im Achter. 2024 wurde sie Olympiadritte mit dem Achter.

## Karriere
Emily Ford ist die jüngere Schwester des Ruderers Thomas Ford. Sie gewann 2015 die Bronzemedaille im Vierer ohne Steuerfrau bei den U23-Weltmeisterschaften 2015 in Plowdiw. Im Jahr darauf bei den U23-Weltmeisterschaften 2016 in Rotterdam belegte sie den zweiten Platz mit dem britischen Achter.
2018 ruderte sie zusammen mit ihrer Vereinskollegin vom Leander Club Emily Ashford im Zweier ohne Steuerfrau und belegte beim Weltcup-Auftakt den sechsten Platz. In der zweiten Weltcup-Regatta 2018 wurde Ford Vierte mit dem Achter. 2019 erreichte Ford mit dem britischen Vierer ohne Steuerfrau in der Besetzung Sara Parfett, Caragh McMurtry, Rebecca Muzerie und Emily Ford den sechsten Platz bei den Europameisterschaften in Luzern. Bei den Weltmeisterschaften 2019 in Linz/Ottensheim belegten die Britinnen als Siegerinnen des B-Finales den siebten Platz.
Nachdem die Britinnen 2020 wegen der COVID-19-Pandemie nicht bei den Europameisterschaften antraten, erreichte 2021 der britische Achter mit Fiona Gammond, Chloe Brew, Emily Ford, Rebecca Muzerie, Caragh McMurtry, Katherine Douglas, Rebecca Edwards, Sara Parfett, und Steuerfrau Matilda Horn den vierten Platz bei den Europameisterschaften in Varese hinter den Niederländerinnen und den Irinnen. Bei den erst 2021 ausgetragenen Olympischen Spielen in Tokio belegten die Britinnen nach einem vierten Platz im Vorlauf den fünften Platz im Hoffnungslauf und erreichten den siebten Platz in der Gesamtwertung.
2022 bei den Europameisterschaften in München traten Esme Booth und Emily Ford im britischen Zweier an und gewannen die Silbermedaille hinter den Rumäninnen. Die beiden Ruderinnen starteten auch im Achter und erkämpften in dieser Bootsklasse ebenfalls die Silbermedaille hinter den Rumäninnen. Bei den Weltmeisterschaften 2022 traten sie nur im Zweier an und wurden Fünfte. 2023 bei den Europameisterschaften in Bled gewannen beide Silber mit dem Achter, im Zweier belegten sie den fünften Rang. Drei Monate später folgte der vierte Platz mit dem Achter und der neunte Platz mit dem Zweier bei den Weltmeisterschaften in Belgrad. 2024 bei den Europameisterschaften in Szeged belegte der britische Achter mit Heidi Long, Rowan McKellar, Holly Dunford, Eve Stewart, Lauren Irwin, Emily Ford, Harriet Taylor, Annie Campbell-Orde und Steuermann Henry Fieldman den zweiten Platz mit drei Sekunden Rückstand auf die Rumäninnen. Bei den Olympischen Spielen in Paris siegten ebenfalls die Rumäninnen, hinter den Kanadierinnen gewann der britische Achter in der gleichen Besetzung wie bei den Europameisterschaften die Bronzemedaille.